# Tifata (città del Latium Vetus)
Tifata era un centro abitato del Latium vetus, la cui collocazione è ancora ignota.
L'unica menzione dell'abitato di Tifata è nell'elenco, redatto da Plinio il Vecchio, delle città potentes del Latium vetus da lungo tempo scomparse. Il sito dell'insediamento potrebbe essere in relazione con altri due toponimi: Curia tifata e Mancina tifata, che gli antichi collegarono ai luoghi di Roma in cui sorgevano le case di  due illustri personalità: questo farebbe supporre che la città di Tifata si trovasse nelle immediate vicinanze dell'originario nucleo urbano di Roma, come altre città citate nel catalogo pliniano.
Il toponimo Tifata designava nell'Antichità anche due monti: l'odierno Monte delle Fate, presso Fondi (Fundi, nel Latium adiectum) e il Monte Tifata presso l'antica città di Capua       (Campania).